# 乙酸钯
乙酸钯，也称为醋酸钯，是一个含钯的化合物，化学式为Pd(O2CCH3)2或Pd(OAc)2。乙酸钯被认为比乙酸铂活性更高，能够溶于很多有机溶剂。

## 结构
乙酸钯是三聚体，三个Pd呈等边三角形分布，每一个钯都以蝴蝶型连接两个乙酸基团。每一个金属原子都近似是平面正方形的结构。

## 制备
乙酸钯能够从海绵钯、热的乙酸和硝酸通过两步合成。中间体是一个二硝酸化合物：
Pd  +  2 HNO3  →  Pd(NO3)2  +  H2
Pd(NO3)2  +  2 CH3COOH  →  Pd(O2CCH3)2  +  2 HNO3
过量的海绵钯保证了HNO3完全消耗。

## 其它含钯化合物前体
乙酸钯也被用来制备其他的含钯化合物。例如乙酸苯基钯，用来将烯丙基醇转化为醛，其制备方法如下：
Hg(C6H5)(CH3COO) + Pd(CH3COO)2 → Pd(C6H5)(O2CCH3)  + Hg(O2CCH3)2
乙酸钯和乙酰丙酮反应，生成Pd(acac)2，Pd(0)的前体。
光或热能够还原乙酸钯，得到薄层钯。可通过此法制备纳米线或者胶体。